# ガーヘル 313
ガーヘル 313
قاهر-۳۱۳
- 用途：戦闘機/無人航空機
- 製造者：IAIO（Iran Aviation Industries Organization）
- 運用者：イラン空軍
- 運用状況：キャンセル

ガーヘル 313（ペルシア語: قاهر-۳۱۳; Qaher-313）は、イラン・イスラム共和国が国産開発したステルス戦闘機である。

## 概要

推定に基づくガーヘル 313モックアップの線画。

ガーヘル313の存在は、2013年2月2日にイラン大統領マフムード・アフマディーネジャードによって公表された。詳細な性能は不明であるが、イラン側は「『純国産』の機体で、ステルス性を有している」、「イランがこれまでに開発したジェット戦闘機とは異なるもの」と発表している。また、短距離離着陸が可能であるともしている。開発はIAIO（イラン航空産業機構）によって行われた。

## 設計と開発

### 有人機型
単発単座、双垂直尾翼の前翼機で、主翼の先端には下反角がつけられており、胴体の両脇にウェポンベイを有している。また、コックピットとの比較から、かなり小型な機体である事がうかがえる。
機体表面には、ボルトやリベット鋲の痕跡がなく、公開されたガーヘル313は飛行不可能なモックアップではないかとも推測されているが、イラン・イスラム共和国放送（IRIB）による発表の際には、本機の飛行映像と思われる物が使用されている。
2017年4月15日、イランで国防産業製品見本市が開催され、ガーヘル313が展示された。また同日、同機のタキシング試験動画がyoutubeにて初公開された。この機体は以前の公開された機体と異なり、エンジンが双発化されている。

### 無人機型
2023年2月18日、イラン国防省の子会社であるイラン航空産業機構(IAIO)の専務理事はインタビューで「戦闘機は技術的には成熟しているが、イラン軍部隊の要求に適合させるために有人機ではなく無人機として再設計され、最初の納入は2024年半ばに行われる予定であると発表した。
2024年12月14日、ガーヘル313の無人戦闘機型が公開され、現在試験飛行中であると発表された。
2025年2月6日、ガーヘル313の60%サイズと25%サイズの2つのバージョンを持つ海軍無人機「JAS 313」が公開された。